# Othon le Riche
Otton de Ballenstedt, dit le Riche, né vers 1070 et mort le 9 février 1123 est un précurseur de la maison d'Ascanie, le fils du comte Adalbert II de Ballenstedt et de son épouse Adélaïde de Weimar-Orlamünde. Il a été duc de Saxe pendant une courte période en 1112. Otton est le père d'Albert l'Ours, le premier margrave de Brandebourg.

## Biographie

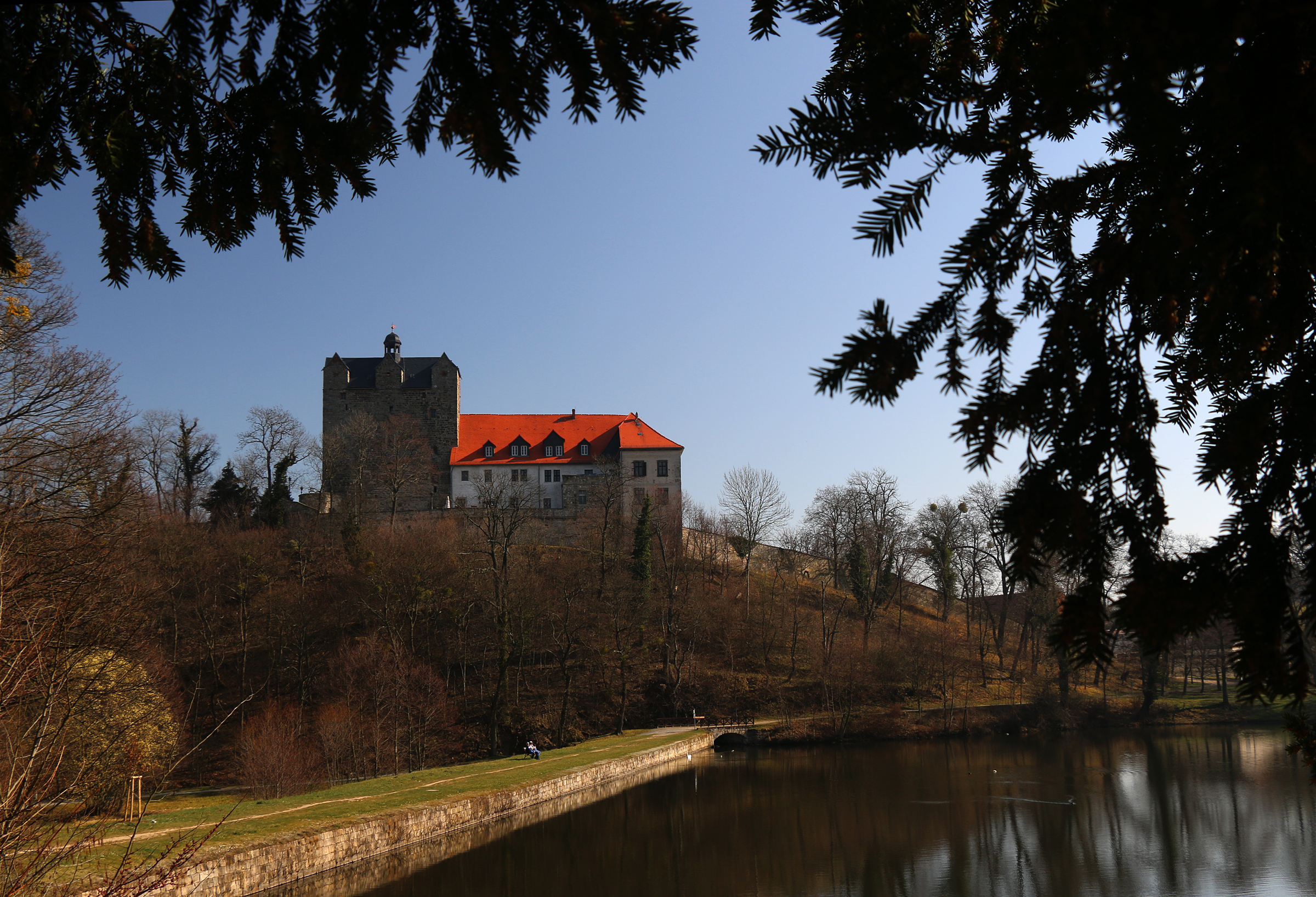
Le château de Ballenstedt.

Le fils aîné, Otton reçoit le comté de Ballenstedt en Saxe à la mort de son père vers l'an 1080. Son frère cadet Siegfried hérite du comté de Weimar-Orlamünde de leur mère. Le mariage d'Adélaïde avec le comte palatin Hermann II de Lotharingie, puis avec Henri II de Laach, a permis à Siegfried d'accéder à la fonction de comte palatin du Rhin. 
Selon le Miroir des Saxons, les ancêtres d'Otton proviennent de la Souabe ; parmi ceux-ci se trouvait un noble Adalbert qui avait épousé Hidda (?), une fille du margrave Odo de Lusace ( † 993). Le père d'Otton, Adalbert II est dénommé « comte » dans un acte du roi Henri IV en 1073 ; à cette date, il a été l'un des protagonistes de la révolte des Saxons.
Vers l'an 1094, Otton épousa Eilika Billung († 1142/1143), fille du duc Magnus de Saxe. Son beau-frère est Henri le Noir, issu de la maison Welf en Bavière, qui était marié à la sœur aînée de Eilika, Wulfhilde. Lorsque la famille Billung s'éteint à la mort du duc Magnus en 1106, un conflit pour la succession éclata entre les deux ; le troisième candidat était Lothaire de Supplinbourg qui fut finalement nommé duc de Saxe par le roi Henri V. Quelques décennies plus tard, le conflit relatif à la possession du duché de Saxe va ressurgir entre le fils d'Otton, Albert l'Ours, et le petit-fils de Henri le Noir, Henri le Lion.
En 1112, Henri V retira le titre de duc à Lothaire de Supplinbourg et Otton fut nommé duc de Saxe. Au bout de quelques mois, cependant, l'empereur se réconcilia avec Lothaire et l'attribution de la Saxe à Otton fut annulée. Le comte se concentra sur des conquêtes dans la marche de l'Est saxonne au-delà du fleuve Elbe, notamment dans les domaines de l'ancienne marche du Nord où il a combattu contre les tribus slaves (« Wendes »). Ses gains territoriaux autour de Zerbst et Köthen ont constitué la base de la future principauté d'Anhalt. Plus tard, le prince slave  Pribislav, converti au christianisme et baptisé sous le nom de « Henri », lèguera son pays dans l'ancienne marche du Nord et sa capitale Brandebourg à Albert l'Ours. 
Otton mourut en 1123. Auparavant, il avait transformé sa résidence de Ballenstedt en une abbaye bénédictine.

## Union et postérité
Il épouse en 1094 Eilika de Saxe (morte en 1142), fille de Magnus Ier de Saxe, duc de Saxe, de la dynastie des Billung, dont :
- Albert l'Ours († 1170), premier margrave de Brandebourg à partir de 1157 ;
- Adélaïde, épousa en premières noces le margrave Henri II de Stade († 1128), et en deuxièmes noces Werner de Veltheim († 1170), comte d'Osterburg.

## Source
- Anthony Stokvis, Manuel d'histoire, de généalogie et de chronologie de tous les États du globe, depuis les temps les plus reculés jusqu'à nos jours, préf. H. F. Wijnman, Israël, 1966, chapitre VIII « Généalogie des Margraves de Brandebourg. Maison d'Ascanie  » . Tableau généalogique n° 7.